# Войцехувка (Свентокшиське воєводство)
Войцехувка (пол. Wojciechówka) — село в Польщі, у гміні Ожарув Опатовського повіту Свентокшиського воєводства.
Населення — 80 осіб (2011).
У 1975-1998 роках село належало до Тарнобжезького воєводства.

## Демографія
Демографічна структура на день 31 березня 2011 року:
|          | Загалом | Допрацездатний вік | Працездатний вік | Постпрацездатний вік |
| -------- | ------- | ------------------ | ---------------- | -------------------- |
| Чоловіки | 43      | 16                 | 24               | 3                    |
| Жінки    | 37      | 7                  | 25               | 5                    |
| Разом    | 80      | 23                 | 49               | 8                    |